# Valdegutur
Valdegutur es un pueblo de la comunidad autónoma de La Rioja (España) perteneciente al municipio de Cervera del Río Alhama, al sur de Cabreton, del cual dista unos 3 km. Está bañado por el río Añamaza, que arriba del pueblo se encuentra el pantano de Añamaza.

## Naturaleza

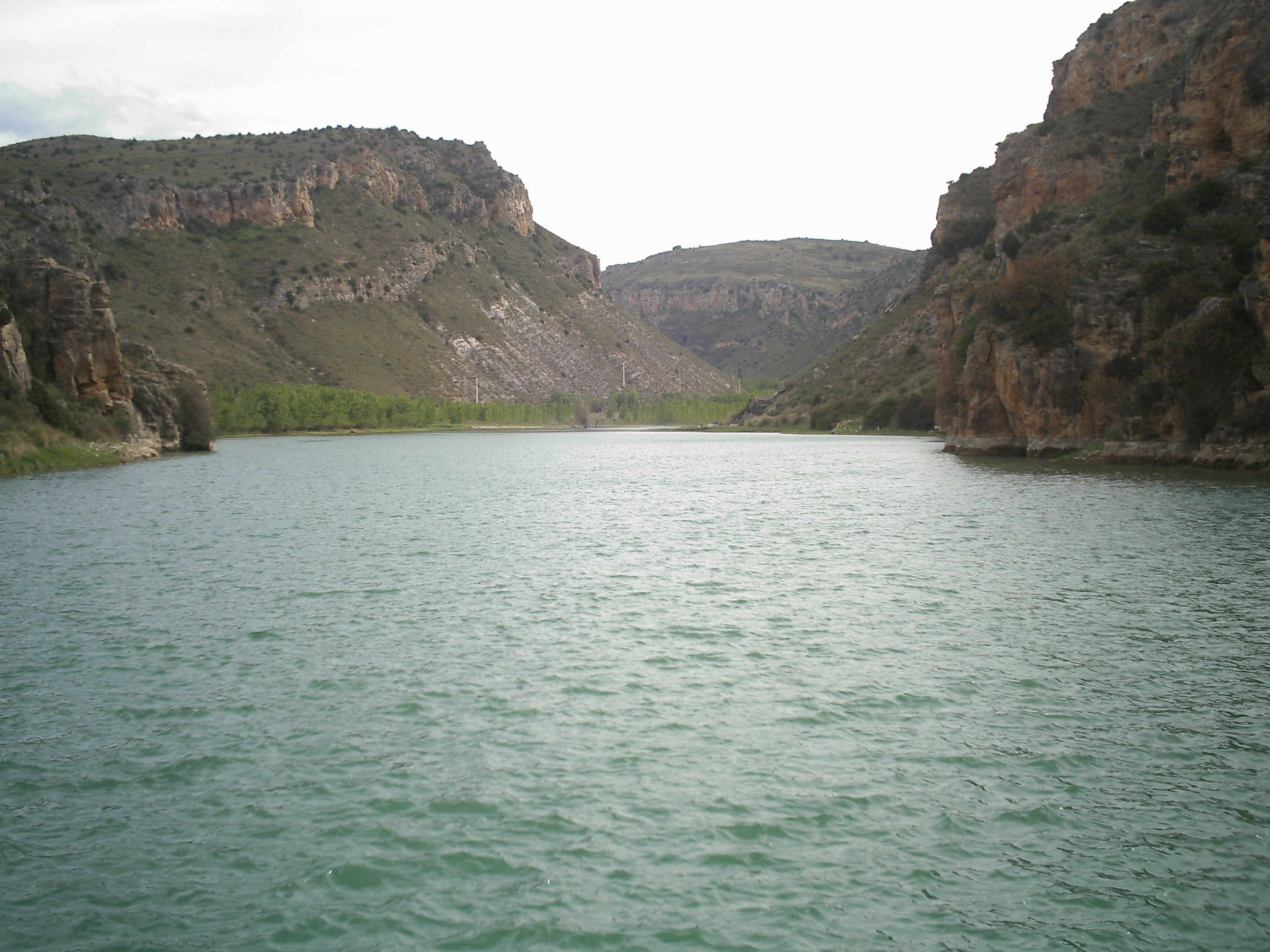
Pantano de Añamaza.

La zona tiene interesantes valores naturales, entre los que destacan:
- La vega del río Añamaza
- El pantano de Añamaza

### Flora y fauna
El río Añamaza y su pantano, situado un profundo cañón calizo, albergan una de las principales colonias riojanas de buitre leonado. También hay abundantes aves de presa. El espeso matorral mediterráneo da refugio jabalíes y otros mamíferos. También hay grandes bosques de carrascas y una población de corzos que va en auge.

## Demografía
Valdegutur contaba a 1 de enero de 2011 con una población de 14 habitantes, 7 hombres y 7 mujeres.
| Gráfica de evolución demográfica de Valdegutur entre 2000 y 2010                                 |
|                                                                                                  |
| Población de derecho (2000-2010) según los censos de población del INE a 1 de enero de cada año. |

## Turismo y ocio

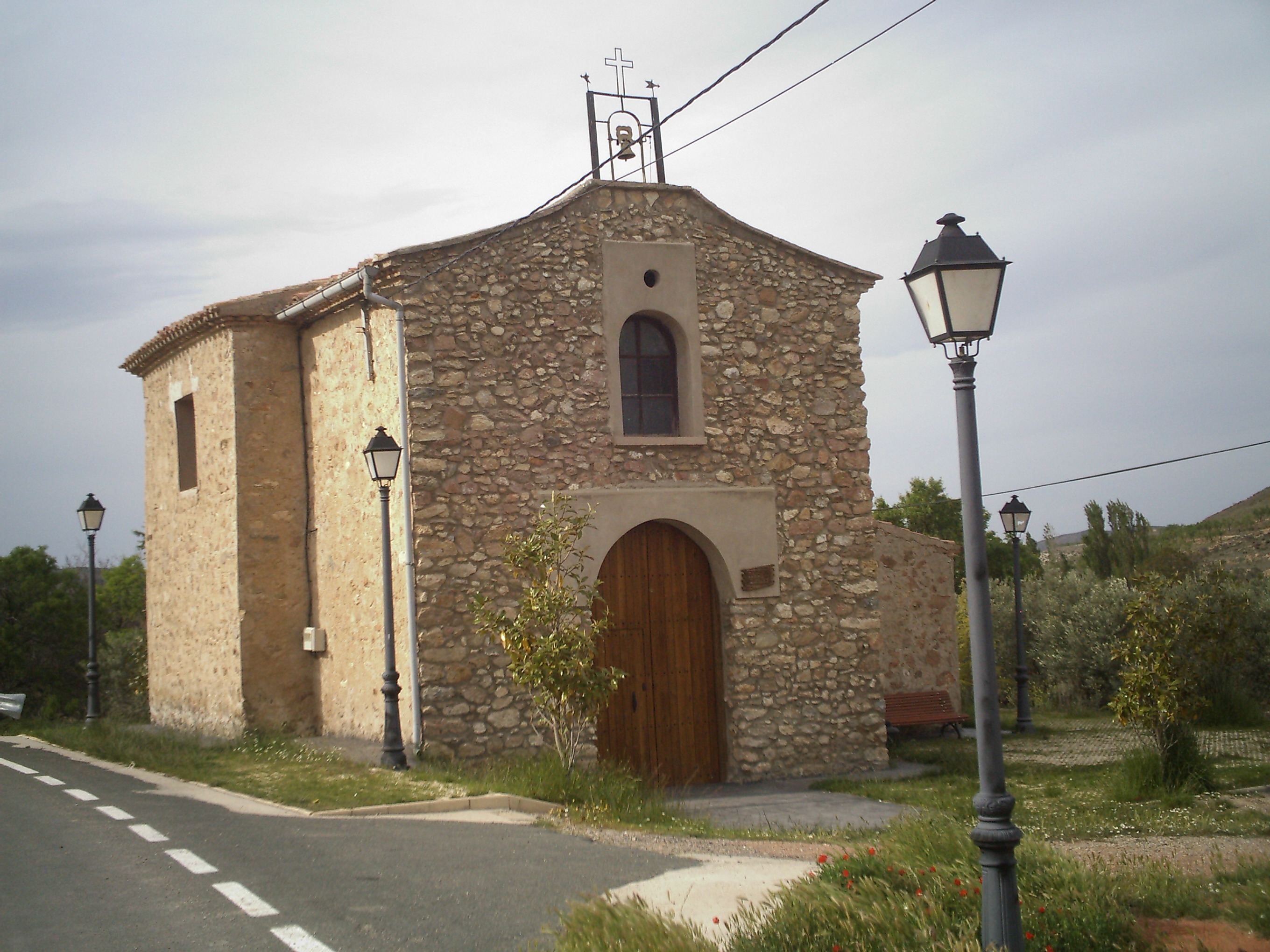
Ermita nueva.

### Senderismo
Los amantes del senderismo disponen de unas pistas que enlazan Valverde y Aguilar del Río Alhama a través de Valdegutur pasando por Cervera del Río Alhama, que hacen de este paseo uno de los más interesantes de las sierras riojanas.

### Edificios y monumentos
- Ruinas de la ermita de Santo Domingo. Tienen incoado expediente como Bien de Interés Cultural en la categoría de Monumento desde el 14 de septiembre de 1982.[2]

- La ermita nueva y su parque circundante a la entrada del pueblo
- Otras edificaciones

## Comunicaciones y accesos
Se llega por la carretera que une Cervera del Río Alhama con Valverde.